# شهرستان سنتافه (نیومکزیکو)
شهرستان سنتافه، نیومکزیکو یکی از شهرستان‌های ایالت نیومکزیکو است. جمعیت این شهرستان بر طبق برآوردهای سال ۲۰۱۰، برابر بود با ۱۴۴.۱۷۰ که با این جمعیت، سومین شهرستان نیومکزیکو نام گرفته‌است.
مساحت این شهرستان برابر است با ۴.۹۵۰ کیلومترمربع که از این مقدار، تنها ۰.۰۸درصد آن جزء پهنه‌های آبی می‌باشد. همچنین مرکزیت این شهرستان با شهری به همین نام، سنتافه است.و شرکت خودروسازی هیوندای مدل ماشینی به نام سانتافه ارائه کرده که پرفروشترین خودروی این شرکت می‌باشد.

## پیوند
- وب‌گاه رسمی